# Marinus Post
Marinus Post (Hollandscheveld, 3 augustus 1902 - Alkmaar, 17 november 1944) was een Nederlands verzetsstrijder tijdens de Tweede Wereldoorlog.

## Levensloop
Marinus Post, een oudere broer van Johannes Post, kwam uit een gezin van elf kinderen. Zijn ouders waren Jan Wolters Post en Trijntje Tempen. In mei 1940 verhuisde Post met zijn gezin naar een boerderij in Kampen. Halverwege 1942 ving hij zijn eerste onderduiker, een Joodse leraar scheikunde, op op zijn boerderij. Al snel groeide het aantal onderduikers. Post spoorde andere boeren in de omgeving aan om ook Joden op te vangen. Dit deed hij ook bij zijn broer Johannes. Bovendien kreeg deze zijn eerste schietwapen, een pistool, van zijn oudere broer.
Op 27 juli 1943 vond er een overval plaats door de Sicherheitspolizei. Post, zijn oudste zoon Jan en twee studenten begonnen een vuurgevecht, waarbij Post zelf in het been werd geraakt. Hij wist echter te ontsnappen en werd in Doornspijk door een dokter behandeld. Zijn vrouw Annie en zoon Jan werden zwaar verhoord en kwamen uiteindelijk in Kamp Vught terecht. Annie overleefde daar het Bunkerdrama en keerde na de oorlog levend terug uit concentratiekamp Ravensbrück. Jan Post kwam in Dachau terecht waar hij tot het einde van de oorlog zat. De boerderij van Post werd een paar dagen later in brand gezet. Of de Sicherheitsdienst daarachter zat was onduidelijk. Mogelijk zat Marinus Post zelf achter de brand. Dat zou hij gedaan kunnen hebben om bepaalde sporen uit te wissen en om te voorkomen dat een NSB'er zijn boerderij zou betrekken.
Post zelf week uit naar Rijnsburg waar zijn broer Henk dominee was. Hij werkte daar in het begin samen met zijn broer Johannes met wie hij een knokploeg vormde. Na verloop van tijd vormde Marinus, die in het verzet bekend was onder de naam Evert, zijn eigen knokploeg. Deze had Leiden als uitvalsbasis.
In juli 1944 werd hem gevraagd om met zijn knokploeg deel te nemen aan de Overval op het Huis van Bewaring in Amsterdam. Marinus weigerde omdat hij de opzet van de operatie te riskant vond. Inderdaad mislukte de actie; onder meer Johannes Post werd opgepakt en geëxecuteerd. Frits Smit en Arie Stramrood, twee leden van Marinus' groep, namen op persoonlijke titel deel aan de actie en kwamen ook om.
In de maanden daarna verlegde de knokploeg van Marinus Post haar werkterrein naar het oosten van het land. Er volgde geslaagde overvallen op distributiekantoren in Wezep, Dedemsvaart, Elburg en Gramsbergen. Een overval op het distributiekantoor in Grave ging niet door omdat het gebouw te goed beveiligd was.
Post vestigde zich in oktober 1944 in Amsterdam. Door de spoorwegstaking was het namelijk nauwelijks meer mogelijk om te reizen. De bezetter had bovendien een nieuw systeem voor de distributiebonnen doorgevoerd, waardoor het niet meer aantrekkelijk was om distributiekantoren te overvallen. In Amsterdam kwam Post de verrader Rudolf Pollak, een Tsjechische Jood die voor de Sicherheitspolizei werkte, op het spoor. Post liet twee KP'ers, Herman Lugthart en Henk Steenbeek, vanuit Leiden overkomen om te helpen bij de liquidatie van Pollak. Er werd een afspraak met Pollak gemaakt op 23 oktober 1944. Net op het moment dat hij aanklopte stopte er ook een wagen met Duitse soldaten voor de deur. De stop was echter puur toeval en had niets te maken met het bezoek van Pollak. Post sloeg echter alarm. Lugthart en Steenbeek sloegen op de vlucht en raakten in een vuurgevecht verwikkeld met een Duitse soldaat die in de buurt woonde. Op dat moment waren de Duitsers wel gealarmeerd.
Post slaagde er niet in te ontsnappen, in tegenstelling tot Lugthart en Steenbeek. Hij verborg zich in een schuurtje, waar de Duitsers hem slapend aantroffen. Historicus Loe de Jong stelde dat Post "plotseling" in slaap viel vanwege veelvuldig gebruik van pervitine. Geert Hovingh, de biograaf van zijn broer Johannes, stelt dat dat niet noodzakelijkerwijs door de pervitine hoeft te zijn geweest, maar ook kan zijn door uitputting. Atie Ridder-Visser, een koerierster binnen de knokploeg van Post, spreekt de bewering van De Jong ronduit tegen en beweert dat "vermoeienissen en spanningen" Post fataal werden.
In de verhoren door de Duitsers biechtte Post niets op, zelfs niet zijn eigen naam. Hij werd aangemerkt als Todeskandidat, omdat er een pistool en handgranaat in zijn bezit waren aangetroffen. Op 17 november 1944 werd Post samen met vier anderen onder de naam Hubertus Ham, de naam die op zijn valse persoonsbewijs stond, in Alkmaar gefusilleerd. Na de oorlog is hij herbegraven op de erebegraafplaats in Overveen naast zijn broer.
In 1979 ontving Marinus Post postuum de Yad Vashem-onderscheiding Rechtvaardige onder de Volkeren.